# Seutópolis

Mapa con algunas de las principales colonias griegas en la antigua Tracia. Seutópolis se ubica en zona septentrional de este mapa.

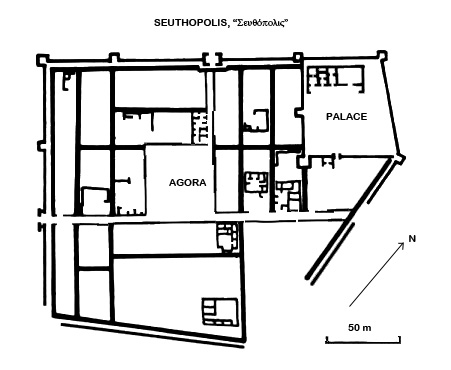
Seutópolis.

Seutópolis (en griego antiguo: Σευθόπολις; en búlgaro: Севтополис) era una ciudad de la Antigua Tracia, capital del reino odrisio a partir del año 320 a. C.
Era una ciudad pequeña, construida en el emplazamiento de un antiguo asentamiento. Sus ruinas han sido localizadas en el extremo de la presa Koprinka, cerca de Kazanlak, en la provincia de Stara Zagora, en Bulgaria Central. Seutópolis fue la única ciudad importante no construida por griegos. aunque como se ha consignado supra su planta arquitectónica era griega. (Cf. Plan hipodámico).
En 2016 este lugar, con el nombre de «La necrópolis real de la ciudad tracia de Seutópolis - un sitio en serie, ampliación de la tumba tracia de Kazanlak», fue inscrito en la Lista Indicativa de Bulgaria como paso previo para ser considerado como Patrimonio de la Humanidad por la UNESCO.

Depresiones balcánicas que se encuentran entre la Stara planina (los Balcanes) y Sredna Gora. Su área es de aproximadamente 780 km² (94 km de longitud con un ancho promedio de 10 km), la altitud promedio es de 350 m. Son drenadas por los ríos Tundzha y Tyzha. Las formas típicas del relieve son los conos aluviales, ubicados en sus áreas septentrionales. Se unen para formar una superficie de acumulación convexa inclinada hacia el sur. Según la zonificación climática de Bulgaria, el territorio de la depresión de Kazanlak pertenece a la región climática continental europea, subzona continental templada. Según la división administrativa, incluye los municipios de Kazanlak, Pavel Banya y Muglizh con 47 asentamientos.
(...) La tumba más famosa entre las descubiertas en el valle es exactamente la tumba tracia de Kazanlak, un monumento, inscrito bajo el número 42 en la Lista del Patrimonio Mundial en 1979 bajo los criterios I, III y IV, que data del siglo IV-III a. C., que es el único en Europa de su tipo con murales conservados.
 Descripción en la UNESCO

## Descripción
En 323 a. C., Lisímaco, uno de los diádocos de Alejandro Magno, recibió Tracia al repartirse el imperio macedonio, dando comienzo a una larga serie de confrontaciones militares. El rey odrisio Seutes III, llamado 'basileus', que no aceptó la autoridad de Lisímaco, logró restablecer en parte el reino odrisio y fundó su capital Seutópolis, en las orillas del Tonzos (cerca de la actual Kazanlak), siguiendo la tradición arquitectónica helénica. La fundación data del 325 al 315 a. C.
No era una verdadera polis, sino más bien la sede de Seutes y su corte. Su palacio tenía una doble función, como residencia palaciega y como santuario de los Cabiros, dioses venerados en la isla de Samotracia. Fue fundada a finales del siglo IV a. C. por Seutes III. La gran cantidad de material descubierto durante las excavaciones arqueológicas demuestran que no era solo un centro de producción, sino también de comercio. La ciudad se levanta sobre una terraza circunscrita en tres de sus lados por el río Tonzos y uno de sus afluentes. Era una ciudad fortificada de c. 5 hectáreas con un recinto amurallado pentagonal, de 2 m de espesor y 890 m de perímetro, con una torre cuadrangular en cada ángulo. Es decir, por el norte estaba protegida por una muralla y por el sur por el río Tonzos, que le proporcionaba una barrera defensiva natural. 
Según The Princeton Encyclopedia of Classical Sites («A Thracian city near the village of Koprinka», eds. Richard Stillwell, William L. MacDonald, Marian Holland McAllister), ), al norte, entre dos torres se encontraba su puerta principal. Al sur había otras dos entre bastiones. La muralla está construida de ladrillos de arcilla, sobre cimientos de piedra con maderos. El plano ortogonal de la ciudad es regular, con dos grandes arterias viarias que conducen de las puertas al centro urbano. El ágora, donde se cortaban las calles principales, había un altar de Dioniso; está en el sector noroeste. También en la parte noroeste, hay un área trapezoidal amurallada y bastionada en cuyo interior se hallaba el palacio real, en cuya planta baja se edificó un Santuario de los Grandes Dioses de Samotracia. En las casas, que se construyen con habitaciones alrededor de un patio, se ha encontrado un tipo de yeso. Se han descubierto elementos de los pórticos con la parte superior con galerías de madera. Las casas fueron decoradas con pozos y sistemas de drenaje, con un colector en el centro de la calle. La influencia de Hipodamo de Mileto es evidente, aunque carece de una distribución democrática de los barrios. 

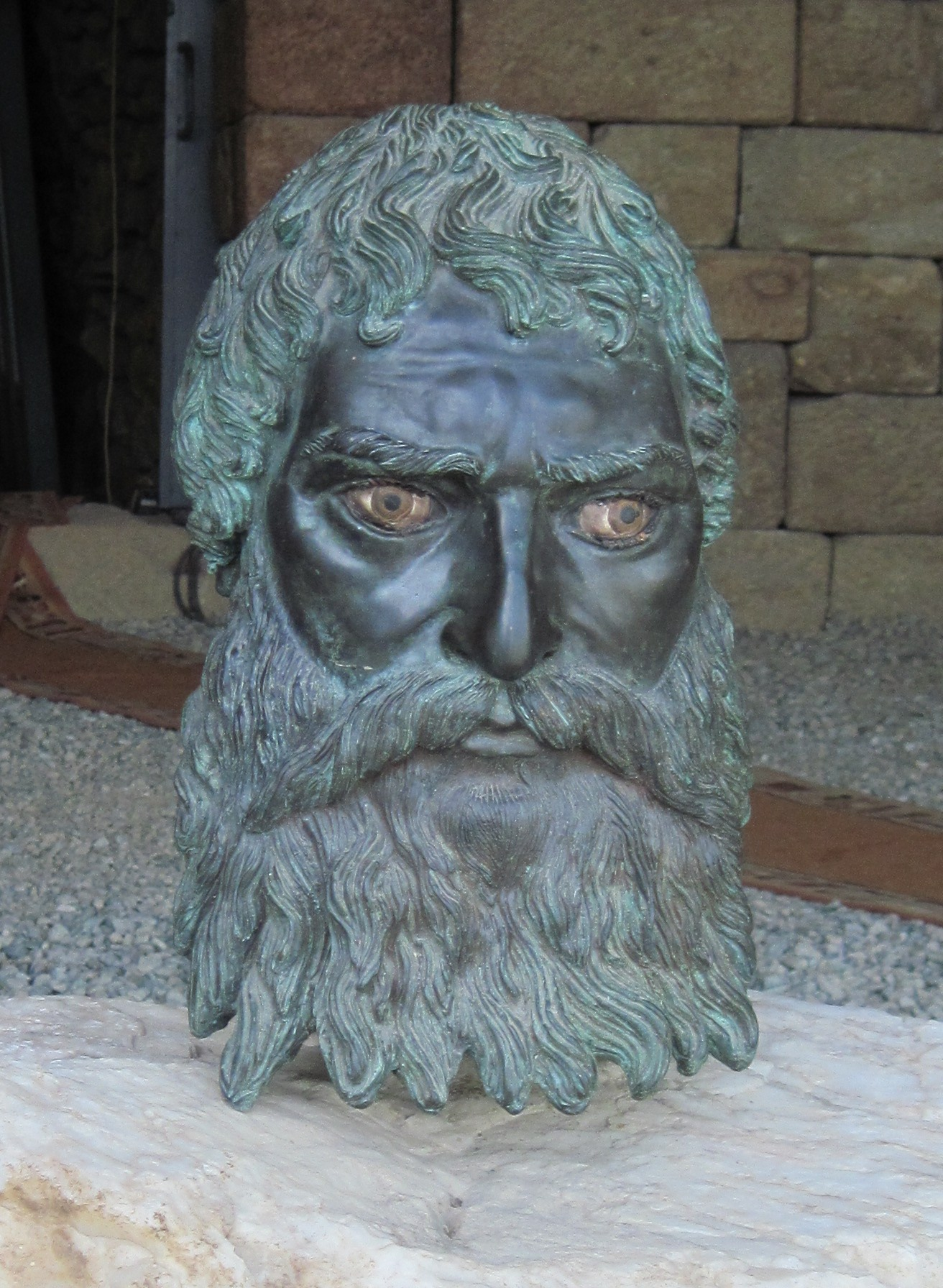
Busto de bronce del rey Seutes III.

La dualidad del palacio real( sede y santuario) indica que Seutes era una rey-sacerdote: el sumo sacerdote de los Cabiros de los tracios odrisios. Había un altar con fuego en el centro del santuario, debido a que los Cabiros estaban asociados con el fuego y la metalurgia, y con el dios herrero Hefesto.
En el cementerio hay tumbas de cámara en forma de tholos, algunas cubiertas con túmulos, en los que las clases altas fueron enterradas, a veces junto con sus caballos. Los menos ricos eran incinerados, con modestos ajuares junto a los difuntos. En las proximidades de la capital se encuentra un gran número de túmulos sepulcrales, conocido actualmente como Valle de los Reyes Tracios, que conforma una sorprendente necrópolis real; destaca la tumba tracia de Kazanlak, declarada Patrimonio de la Humanidad.
Seutes III construyó su ciudad en el sitio de un asentamiento anterior, y siguió la moda helenística de los diádocos al darle su propio nombre. La influencia griega es frecuente en los elementos urbanos citados y en la decoración, como antefijas, estuco, y la incrustación, y en el uso del capiteles dóricos. La mayor parte del espacio dentro de la ciudad fue ocupada no por hogares, sino por las estructuras oficiales, la mayoría de las personas habitaban fuera de la ciudad. Los seutepolitas eran una población mixta: tracia y griega.
Las ruinas fueran descubiertas y excavadas en 1948, por arqueólogos búlgaros durante la construcción de la presa Georgi Dimitrov (con posterioridad renombrada Koprinka). Sin embargo, se decidió continuar con la obra y el aflujo de agua para llenar la presa, dejando Seutópolis en su parte interior. A mediados del siglo XX la construcción de una presa búlgara sumergió las ruinas bajo las aguas.
En 2005, el arquitecto búlgaro Zheko Tilev, propuso un proyecto para cubrir, preservar y reconstruir la ciudad de Seutópolis (la ciudad tracia mejor conservada de Bulgaria). Su propuesta era construir una presa circular dentro del embalse, con acceso únicamente por barco, para recuperar la ciudad sin renunciar al embalse. Es decir, por medio de un muro de contención que rodearía las ruinas en el centro de la presa, lo que permitiría la inscripción del sitio en la UNESCO como Patrimonio de la Humanidad, y la convertiría en un destino turístico de importancia mundial. Los turistas serían transportados a la ciudad con embarcaciones. La muralla redonda, de 420 metros de diámetro, permitirá a los visitantes ver la ciudad desde 20 metros por encima y también contaría con «jardines colgantes», ascensores de cristal, un muelle, restaurantes, cafeterías, tiendas, talleres, etc., y dispondría de iluminación nocturna.
El proyecto fue donado por el arquitecto al municipio de Kazanlak. Se están recaudando fondos para comenzar la construcción. Según Tilev, tendría un coste mínimo de 50 millones de €.
El Sevtopolis Peak en la Isla Greenwich de las Islas Shetland del Sur, en la Antártida, fue llamado así por esta ciudad tracia.